# Ana Lilian de la Macorra
Ana Lilian de la Macorra Apellániz (Ciudad de México, 27 de noviembre de 1957) es una actriz y psicóloga mexicana. Es recordada por haber sido una de las cuatro actrices que interpretaron al personaje de Paty, en la serie El Chavo del 8, en la temporada de 1978. Adicionalmente, también apareció en otras de las producciones creadas por el actor y comediante Roberto Gómez Bolaños, como El Chapulín Colorado y Chespirito.

## Biografía y carrera
Ana Lilian nació el 27 de noviembre de 1957 en Ciudad de México. Desde niña, le gustaban los animales, los libros y la música. Al igual de ser muy curiosa y empezar a entrar en temas más profundos con las personas. Durante su adolescencia, trabajó como enfermera, recepcionista y secretaria.
Ana Lilian empezó trabajando como asistente de producción en Televisa luego de que perdiera su trabajo mientras estudiaba en la universidad, y luego pasó a ser editora de los programas El Chavo del Ocho y El Chapulín Colorado. En 1978, Chespirito escribió tres capítulos con dos personajes extra, las cuales eran la Tía Gloria y su sobrina Paty. Llegaron muchas actrices, y Ana Lilian era la encargada de hacerles el casting. Pero dado que ninguna lograba verse como niña, Chespirito le ofreció a ella el papel de Paty, dada su belleza y cara de niña, además de su parecido con la actriz Regina Torné, la cual hizo el papel de la Tía Gloria.
Así, Ana Lilian se convirtió en la tercera Paty, y apareció en los tres capítulos de El Chavo del Ocho «Las Nuevas Vecinas» de 1978. Dado a su éxito, sus apariciones se extendieron a un total de veinticinco episodios entre 1978 y 1979, la cual la convirtió en la Paty más recordada por los fanáticos. Estas apariciones eran principalmente en la escuela, aunque también se le vio en la vecindad y en la Fonda de Doña Florinda.
Además, participó en dos canciones en El Chavo del Ocho: la canción «Eso, eso, eso» en el capítulo de 1979 «El Día de San Valentín Parte 1» y «Cri Crí», que aparece en el final del capítulo «El día del niño», también de 1979. 
Hizo su última aparición a finales de 1979 en el episodio «Soñando en el restaurante», dado que ella no era ni quería ser actriz. Decidió apartarse de las cámaras y seguir trabajando en la producción hasta 1980, para poder estudiar psicología en Estados Unidos y por el nacimiento de su primer hijo en 1981.
Ana Lilian describe ser amiga de Luis Felipe Macias, ya que él fue quien le ofreció el trabajo de asistente de producción en Televisa, y con Paco Peña, quien describe ser un amigo entrañable. Ella cuenta que el ambiente dentro del programa era muy «pulcro y respetuoso». Además fue amiga de Edgar Vivar, y se reencontraron más de treinta y cinco años después en 2015 gracias a un programa brasileño.

## Otros medios

### Videojuegos
| Año  | Título        | Notas     | Ref.         |
| ---- | ------------- | --------- | ------------ |
| 2003 | Street Chaves | Como Paty | [ 9 ] [ 10 ] |

## Vida personal
Luego de trabajar en Televisa, se mudó a Cleveland y se dedicó a vender enciclopedias británicas de puerta en puerta mientras estudiaba en la universidad. Estudió psicología e hizo su maestría en psicoterapia en Baltimore. Tras graduarse, trabajó en clínicas de atención psicológica del estado en Estados Unidos. Luego de eso, decidió volver a México y abrir su propio consultorio personal, en Ciudad de México. Ha escrito para varias revistas y periódicos especializados en temas sobre psicología.
Macorra también se desempeñó como maestra de español, pintora, tapicera de paredes de casas, y compró un terreno que convirtió en rancho, localizado en la Colonia San Francisco Chimalpa, en Estado de México.
En 2014, publicó un libro llamado Hondos los suspiros.